# حالا که می‌روی
حالا که می‌روی آلبوم استودیویی به آهنگسازی فرید سعادتمند و با صدای محمد معتمدی است که در اسفند ماه ۱۳۹۷ منتشر شد.
قطعه «حالا که می‌روی» از این آلبوم یک ماه قبل از انتشار رسمی آلبوم به عنوان تیتراژ ابتدایی سریال لحظه گرگ و میش پخش شد.

## عوامل
آلبوم حالا که می‌روی اثر محمد معتمدی به آهنگسازی فرید سعادتمند در ۸ قطعه منتشر شده است.
محمدمهدی سیار شاعر تمامی قطعات این آلبوم‌می‌باشد؛ و فرید سعادتمند، هومن نامداری، علی مزیدی و میلاد بیضا تنظیم‌کنندگان این آلبوم هستند.
ضبط این آلبوم در استودیو مدرن و استودیو آبی رود انجام شده است همچنین میکس و مسترینگ آن را نیز سعید زمانی و نوید صالح زاده انجام داده‌اند.

## نوازندگان
میثم مروستی، علیرضا دریایی، آتنا اشتیاقی، پوررنگ پورشیرازی، رضا تاجبخش، مسعود آرامش، میلاد بیضا، پریسا دلفانی، میلاد سعدی، حمید دلنوازی، آرین قیطاسی، مهرداد عالمی، آرش ناصرالمعمار، بهزاد رواقی، امیر فرهنگ اسکندری و فرشید سعادتمند و تنظیم: فرید سعادتمند، هومن نامداری، میلاد بیضا و علی مزیدی نوازندگان این آلبوم هستند.

## قطعه‌های آلبوم
آلبوم حالا که می‌روی شامل قطعات زیر است:
باور نمی‌کنی
حالا که می‌روی
غم پنهان
کوچه انتظار
دل‌های فروشی
نشانی
آفرینش
کجایی